# Prix Gironde-Nouvelles-Écritures
Le prix Gironde-Nouvelles-Écritures est un prix littéraire annuel, « d’abord baptisé Prix Gironde du Premier Roman à sa création en 1990,  organisé par l'hebdomadaire Le courrier Français et le Conseil Général de la Gironde. Il a pour vocation de découvrir et reconnaître de nouveaux auteurs à l’occasion de la parution de leur premier ou deuxième roman ».

## Liste des lauréats
- 1990 : Jeanine Henry-Suchet (1934-....) pour La Fontaine couverte (Julliard)
- 1991 : Agnès Gattegno pour Souvenirs de la chambre bleue (Julliard)
- 1992 : Michel Rigaud pour Bergame (Alinéa)
- 1993 : Sylvie Doizelet pour Chercher sa demeure (Gallimard)
- 1994 : Yannick Roussille (1964-....) pour J'ignorais le monde (Julliard)
- 1995 : Jean Siccardi pour La Carriole (Phébus)
- 1996 : Xavier Hanotte pour Manière noire (Belfond)
- 1997 : Dominique Sigaud pour L'Hypothèse du désert (Gallimard)
- 1998 : Daniel Meynard (1946-2016) pour La Jeune Fille et la Neige (Julliard)
- 1999 : Florence Delaporte pour Je n'ai pas de château (Gallimard)
- 2000 : Patrick Retali pour Tricheur (Seguier)
- 2001 : Edouard Bernadac pour Ixxaun (Ramsay)
- 2002 : Véronique Olmi pour Bord de mer (Actes Sud)
- 2003 : Véronique Ovaldé pour Toutes choses scintillant (L'Ampoule)
- 2004 : Frédérique Clémençon pour Colonie (Editions de Minuit)
- 2005 : Alain Jaubert pour Val Paradis (Gallimard)
- 2006 : Pascal Béjannin pour Mammo (Gallimard)
- 2007 : Jérôme Tonnerre pour L'Atlantique Sud (Grasset)
- 2008 : Minh Tran Huy pour La Princesse et le Pêcheur (Actes Sud)
- 2009 : David Boratav (1971-....) pour Murmures à Beyoglu (Gallimard)
- 2010 : Christophe Ghislain (1978-....) pour La Colère du rhinocéros (Belfond)
- 2011 : Estelle Nollet pour Le Bon, la Brute, etc. (Albin Michel)
- 2012 : Stéphanie Polack pour Comme un frère (Stock)[1]
- 2013 : Isabelle Coudrier pour J'étais Quentin Erschen (Fayard)[2]
- 2014 : Adrien Bosc pour Constellation (Stock)[3]
- 2015 : Michel Moutot pour Ciel d'acier (Arlea)[4]